# Qiryat Mal'akhi
Qiryat Mal'akhi (hebreiska: קריית מלאכי, Qiryat Mal’akhi, קרית מלאכי, Kiryat Mal’akhi) är en ort i Israel.   Den ligger i distriktet Södra distriktet, i den centrala delen av landet. Qiryat Mal'akhi ligger 68 meter över havet och antalet invånare är 20 600.
Terrängen runt Qiryat Mal'akhi är platt.Runt Qiryat Mal'akhi är det tätbefolkat, med 331 invånare per kvadratkilometer. Närmaste större samhälle är Ashdod, 11,5 km nordväst om Qiryat Mal'akhi. Trakten runt Qiryat Mal'akhi består till största delen av jordbruksmark.